# Томас, Айван
Айван Гвин То́мас (англ. Iwan Gwyn Thomas; род. 5 января 1974 года в Хантингтоне, Кембриджшир, Великобритания) — валлийский бегун на 400 метров, чемпион мира, двукратный чемпион Европы, вице-чемпион Олимпийских игр 1996 года. До 2022 года был рекордсменом Великобритании и стран Содружества на дистанции 400 метров (44,36 сек).

## Биография
Айван Томас был опытным велосипедистом BMX, однажды он даже занял четвёртое место в Европе.
Тренером Томаса на протяжении большей части его карьеры бегуна был Майк Смит, прежде тренировавший британских бегунов на 400 м Роджера Блэка и Тодда Беннетта, а также барьериста Криса Акабуси.

### Олимпийские Игры
На летних Олимпийских играх 1996 года в Атланте Айван в финале 400-метровки показал 5-е время (серебро выиграл его партнёр по команде Роджер Блэк). Вместе с Блэком, Марком Ричардсоном и Джейми Болчем Айван завоевал серебро в финале эстафеты 4×400 метров (британцы проиграли 0,61 сек сборной США). Через год на чемпионате мира в Афинах британцы в том же составе выиграли золото в эстафете 4×400 метров (американцы, занявшие первое место, затем были дисквалифицированы).
В 1998 году на чемпионате Европы в Будапеште Томас выиграл 2 золота: в забеге на 400 метров он в финале выиграл более полусекунды у поляка Роберта Мацковяка, а в эстафете 4×400 метров британцы (вместе Блэка у них бежал Марк Хилтон) в борьбе за золото выиграли 0,2 сек у сборной Польши.
Томас представлял Великобританию на летних Олимпийских играх 2000 года в Сиднее, но бежал там только в эстафете, в которой британцы остались лишь пятыми.

### Неудачи
Карьере Томаса долгое время препятствовал перелом лодыжки, который он получил в 1999 году, и который потребовал телескопической хирургии. Следующая неудача произошла с ним в 2003 году, он повредил себе мышцы стопы. Из-за этого он не смог принять участия в летних Олимпийских играх 2004 года.
Позже Томас был отобран в уэльскую национальную команду для участия в Играх Содружества 2006 в Мельбурне, но был не способен конкурировать из-за полученной травмы.

## Вне легкой атлетики

### Личная жизнь
Томас живёт в Саутгемптоне. В футболе болеет за «Саутгемптон» и «Тоттенхэм Хотспур».

### Телевидение
Томас участвовал как приглашённый ведущий на детском телешоу Best Of Friends. Также на его счету участие в различных развлекательных проектах британского телевидения.
В 2009 году Айван принимал участие в парусной регате iShares cup на катамаране класса Extreme 40 в составе команды Ecover Sailing Team.